# Yurina Enjo
Yurina Enjo, także Yurina Enjō (ur. 22 maja 1995) – japońska piłkarka grająca w barwach UKS SMS Łódź.
Yurina Enjo jest absolwentką Uniwersytetu Osakijskiego. Do UKS SMS Łódź trafiła dzięki swojemu polskiemu agentowi z japońskiej ligi uniwersyteckiej, gdzie grała w barwach Osaka University FC. Na sezon 2019/2020 przeniosła się do żeńskiej drużyny VfL Bochum, by w 2020 powrócić do zespołu z Łodzi.

## Sukcesy
Z zespołem UKS SMS Łódź została mistrzynią Polski w sezonie 2021/2022.